# Майри, Рой
Рой Александер Майри Медрано (исп. Roy Alexander Myrie Medrano; род. 21 августа 1982, Лимон) — коста-риканский футболист, защитник.

## Карьера
Начинал свою карьеру в клубе «Алахуэленсе». В его составе Майри трижды становился чемпионом страны. С 2008 по 2012 гг. защитник выступал в Бельгии за «Гент». Вместе с ним он побеждал в Кубке Бельгии, однако игроком его основы ему стать не удалось. За четыре года костариканец провёл за команду 32 матча. В 2012 году футболист вернулся на родину. С 2014 по 2016 годы он играл за клуб «Перес-Селедон».

### В сборной
В 2004 году в составе сборной Коста-Рики Рой Майри выступал Летних Олимпийских играх в Афинах. Всего за национальную команду страны он провел 22 матча и забил 6 голов.

## Семья
Младший брат Роя Майри Давид также является футболистом. Он выступал за сборную Коста-Рики на Чемпионате мира в Бразилии.

## Достижения
- Чемпион Коста-Рики (3): 2001/02, 2002/03, 2004/05.
- Победитель Лиги чемпионов КОНКАКАФ (1): 2004.
- Обладатель Кубка Бельгии (1): 2009/10.
- Финалист Суперкубка Бельгии (1): 2010.